# سیارک ۱۱۸۶
سیارک ۱۱۸۶ (به انگلیسی: 1186 Turnera، نامگذاری:1929PL) هزار و صد و هشتاد و ششمین سیارک کشف شده‌است که در ۱ اوت ۱۹۲۹ کشف شد.
قدر مطلق سیارک برابر ۹٫۲۰ است.